# Merga reesi
Merga reesi is een hydroïdpoliep uit de familie Pandeidae. De poliep komt uit het geslacht Merga. Merga reesi werd in 1956 voor het eerst wetenschappelijk beschreven door Russell. 